# BioScience
BioScience es una revista científica mensual revisada por pares que es publicada por Oxford University Press en nombre del Instituto Americano de Ciencias Biológicas . Fue establecido en 1964 y fue precedido por el Boletín AIBS (1951-1963).
La revista publica reseñas bibliográficas de la investigación actual en biología , así como ensayos y secciones de discusión sobre educación, políticas públicas, historia de la biología y cuestiones teóricas.

## Resumen e indexación
La revista se abstrae e indexados en MEDLINE / PubMed (1973-1979), el Science Citation Index , Current Contents / Agricultura, Biología y Ciencias Ambientales, la Zoological Record , y BIOSIS vistas previas .  Según Academic-accelrator , la revista tiene un factor de impacto de 2019 de 8.282. 